# کوروت
کوروت (به فرانسوی: COnvection ROtation et Transits planétaires CoRoT) و (به انگلیسی: COnvection ROtation and planetary Transits COROT) یک مأموریت فضایی به رهبری مرکز ملی مطالعات فضایی فرانسه در رابطه با آژانس فضایی اروپا و دیگر شرکای بین‌المللی است.
این پروژه دو هدف اصلی را دنبال میکند؛ یکی کاوش برای یافتن سیاره‌های فراخورشیدی در مدارهای نزدیک تر به ستاره
مادر، به ویژه سیاره‌های زمین‌سان، و دیگری انجام اندازه‌گیری‌های اخترلرزه شناسی ستارگان است.